# Pratylenchidae
Famille
Les Pratylenchidae sont une famille de nématodes de l'ordre des Tylenchida.

## Liste des genres
Selon Catalogue of Life (27 sept. 2013) :
- genre Nacobbus
- genre Zygotylenchus

Selon ITIS (27 sept. 2013) :
- genre Nacobbus
- genre Rotylenchulus Linford & Oliveira, 1940

## Liste des sous-familles et genres
Selon NCBI (27 sept. 2013) :
- sous-famille Apratylenchinae
  - genre Apratylenchus
- sous-famille Nacobbinae
  - genre Nacobbus
- sous-famille Pratylenchinae
  - genre Hirschmanniella
  - genre Pratylenchoides
  - genre Pratylenchus
  - genre Zygotylenchus
- sous-famille Radopholinae
  - genre Hoplotylus
  - genre Radopholus